# محوطه چین روزه
محوطه چین روزه مربوط به دوره عیلامیان است و در شهرستان اندیمشک، بخش الوار گرمسیری، دهستان مازو، روستای چین روزه واقع شده و این اثر در تاریخ ۱۵ اسفند ۱۳۸۵ با شمارهٔ ثبت ۱۷۹۹۸ به‌عنوان یکی از آثار ملی ایران به ثبت رسیده است.
.